# Wendell Meredith Stanley
Wendell M. Stanley (Ridgeville, 16 agosto 1904 – Salamanca, 15 giugno 1971) è stato un biochimico e virologo statunitense, vincitore del premio Nobel per la chimica del 1946.
È stato il primo a ottenere un virus sotto forma di cristallo (il virus del mosaico del tabacco), scoprendone in tal modo la nucleoproteina che ne controlla l'attività. Nel 1948 divenne direttore del Virus Lab all'Università di Berkeley, in California, dove ebbe come allievi anche Harry Rubin e Peter Duesberg.